# Kristiaan Lagast
Kristiaan Lagast (Kortrijk, 30 december 1952 – Boedapest, 29 april 2008) was een Vlaams acteur.

## Biografie
Zijn bekendste rol is die van Rinus, de stroper in De Paradijsvogels.
Hij speelde gastrollen in Thuis (Van Camp), Droge voeding, kassa 4 (Frederik), Spoed (André in 2000, Renaat Sterckx in 2002 en Huwelijksgast in 2002), F.C. De Kampioenen (Jean van Opstal in 2000, ijsverkoper Jean-Jacques in 2003), Zone Stad (Ruziënde man), Aspe (Thomas Pyck), Wittekerke (Legrou), Spring (Huwelijksleider) en Alexander (Pastoor).

## Filmografie
- De Paradijsvogels (1979) - als Rinus
- Het koperen schip (1982) - als klikvorsman
- Meester! (1993) - als Deurwaarder
- RIP (1994) - als visser
- De Familie Backeljau (1996) - als Dokter
- Diamant (1997) - als Abeels
- Wittekerke (1998) - als meneer Legrou
- Deman (1998) - als Martin Dewindt
- Gilliams & De Bie (1999) - als Pat Callewaert
- Thuis (1999) - als Van Camp
- Spoed (2000) - als André
- F.C. De Kampioenen (2000) - als Jean Van Opstal
- De Vermeire explosion (2001) - als Remi
- Droge voeding, kassa 4 (2001) - als Frederik
- Familie (2001) - als kardinaal
- Alexander (2001) - als pastoor
- Spoed (2002) - als Renaat Sterckx
- Spoed (2002) - als huwelijksgast
- F.C. De Kampioenen (2003) - als ijscoman Jean-Jacques
- Wittekerke (2004) - als Brandweerman
- Zone Stad (2005) - als ruziënde man
- Wittekerke (2006) - als cipier
- Aspe (2007) - als Thomas Pyck
- Spring (2007) - als trouwambtenaar
- I.V.F. (2007) - als gynaecoloog

## Overlijden
Lagast kwam in de nacht van 29-30 april in Boedapest om het leven door een verkeersongeluk.